# Frans Timmermans (brouwer)
Frans Timmermans (Zuun, 1887 - Itterbeek, 3 juni 1961) was een Belgisch brouwer en politicus.

## Levensloop
In september 1911 nam hij de brouwerij van zijn schoonvader Paul Walravens over en breidde deze verder uit met in 1924 onder meer een nieuwe brouwerswoning. (heden is ze de oudste lambiekbrouwerij ter wereld en sinds 1993 is ze in handen van de John Martin-groep) In 1929 werd Timmermans aangesteld als burgemeester van Itterbeek, een functie die hij uitoefende tot 1955. Hij werd in deze hoedanigheid opgevolgd door René Van Loo.